# Eupithecia indefinata
Eupithecia indefinata är en fjärilsart som beskrevs av Pieter Cornelius Tobias Snellen 1874. Eupithecia indefinata ingår i släktet Eupithecia och familjen mätare. Inga underarter finns listade i Catalogue of Life.